# Nikolai Nikitin
Nikolay Vasilyevich Nikitin (em russo:  Николай Васильевич Никитин; Tobolsk, 15 de dezembro de 1907 – Moscou, 3 de março de 1973) foi um engenheiro civil soviético, conhecido por suas estruturas monumentais.

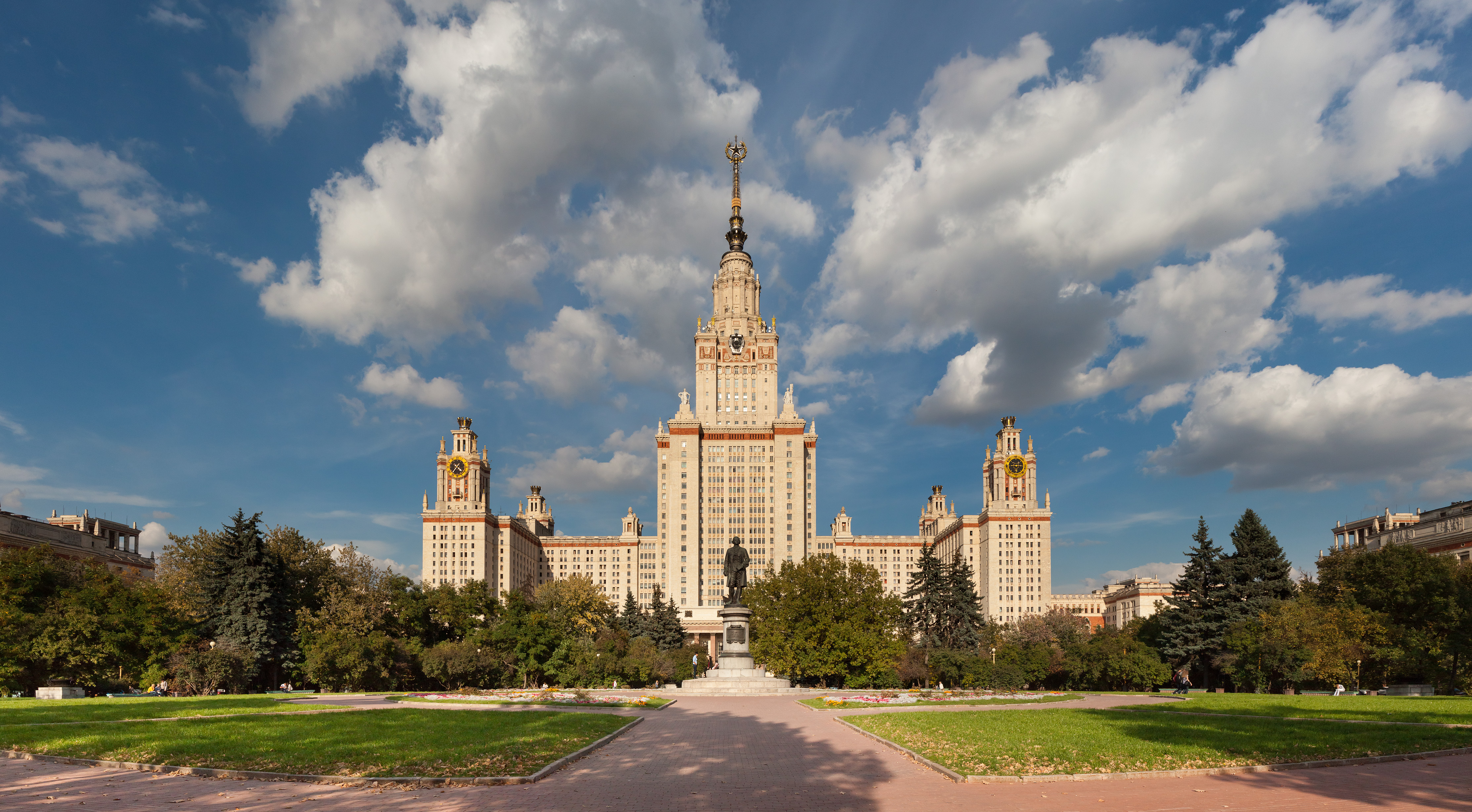
Edifício principal da Universidade Estatal de Moscou

## Biografia
Quando Nikolay tinha 17 anos de idade uma picada de cobra o deixou com uma lesão permanente no pé. Em 1930 Nikolay se formou no Instituto Tecnológico de Tomsk, com treinamento em construção.
Em 1932 projetou a estação de trem de Novosibirsk. Em 1937 estava morando e trabalhando em Moscou. Voltou sua atenção aos cálculos para a fundação do monumental Palácio dos Sovietes, que seria construído no local da demolida Catedral de Cristo Salvador.
Em 1957 foi nomeado projetista-chefe do Mosproekt-2 - Instituto de Planejamento de Habitação e Construção de Engenharia Civil na cidade de Moscou. Nikolay morreu em 3 de março de 1973 e está enterrado no Cemitério Novodevichy.

## Obras selecionadas
- Edifício principal de 240 m (787 pés) da Universidade Estatal de Moscou. Na época de sua construção era o edifício mais alto da Europa. Construído de 1949 a 1953
- Palácio da Cultura e Ciência em Varsóvia, Polônia, construído de 1952 a 1955 em parceria com Lev Rudnev como arquiteto principal
- Estádio Lujniki
- A colossal estátua de 85 metros Mamayev Kurgan, com vista para Volgogrado, a Mãe Pátria consumiu 7.900 toneladas de concreto e aço em um projeto dramático de escultura de Yevgeny Vuchetich
- Torre Ostankino - Concluída em 1967, com 540 metros (1.772 pés), a mais alta estrutura autônoma da Eurásia